# Strombeck (Adelsgeschlecht)

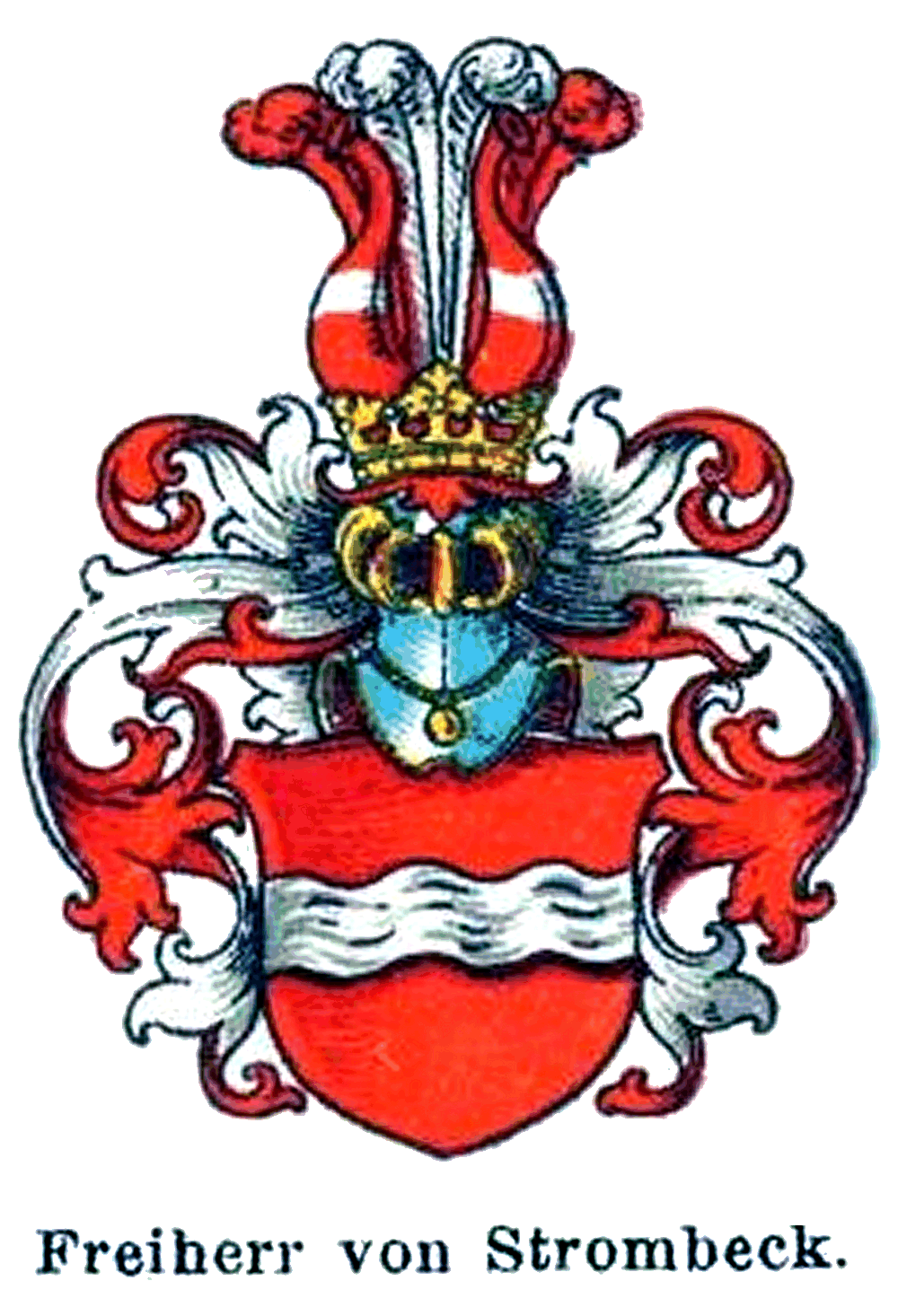
Wappen derer von Strombeck

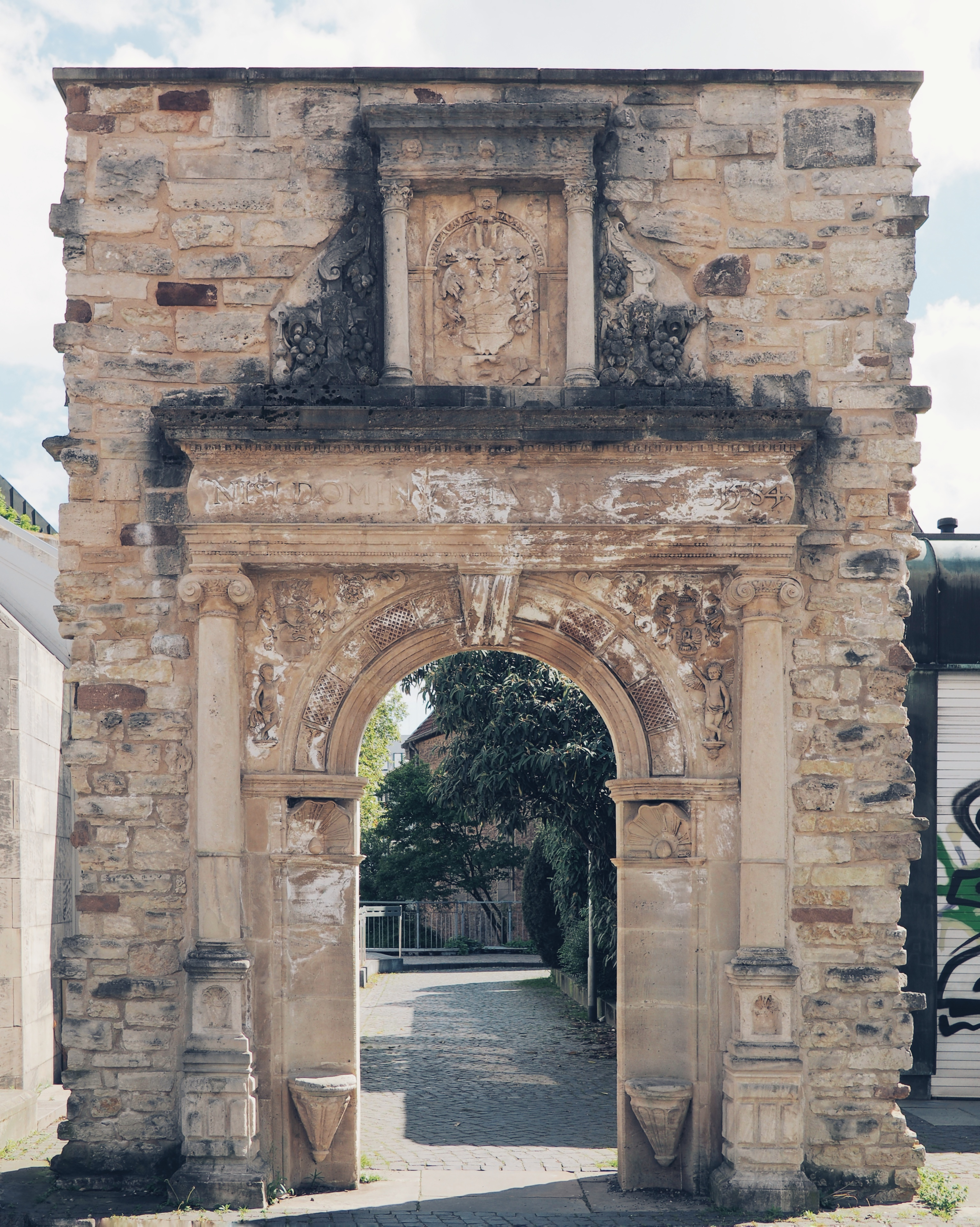
Portal des Patrizierhauses der Familie (1581–1689) in Braunschweig (2024)

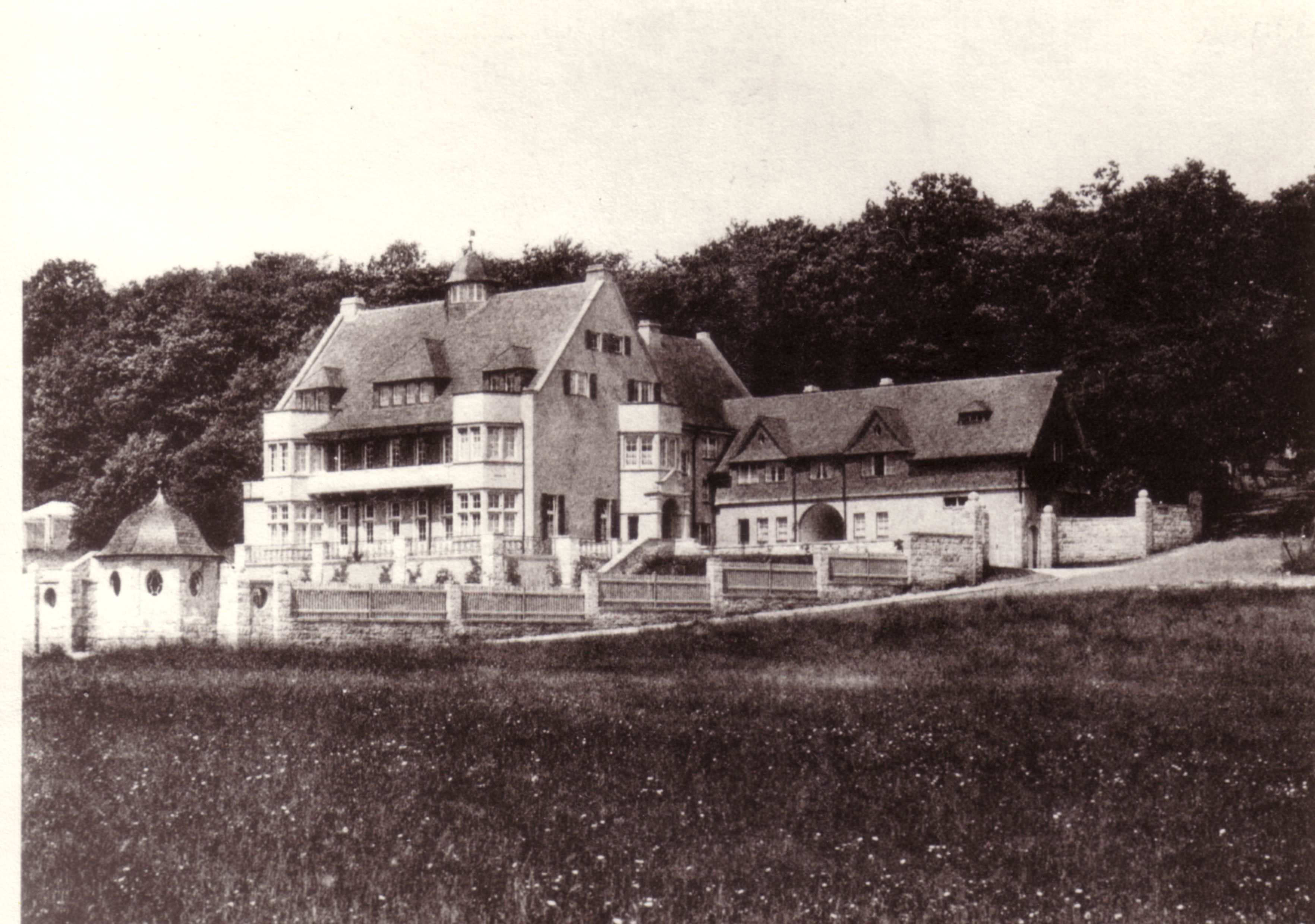
Villa Strombeck, Harleshausen (1912)

Strombeck ist der Name eines Braunschweiger Patrizier- und deutschen Adelsgeschlechts.

## Geschichte
Das Geschlecht stammt wohl aus Ströbeck bei Halberstadt und entlehnt von dort seinen Familiennamen. Die Stammlinie beginnt mit Eggeling (Ecbertus) van Strobeke († 1317), urkundl. 1298, Bürger, Fernhändler und Ratsherr, 1304 Konsul der Altstadt Braunschweig, und war seitdem durchgängig dort Ratsgesessen.
Am 25. November 1800 wurde Christoph Georg von Strombeck (1729–1801) aus Halberstadt in Wien von Kaiser Franz II. mit Lehenberechtigung in den Reichsadelsstand erhoben. Am 1. Juni 1802 erging in Preßburg die Adelsbestätigung, ebenfalls mit Lehenberechtigung, für die Brüder und Vettern Heinrich Konrad Balthasar Strombeck (1739–1805), Ernst Johann Heinrich Strombeck und Johann Wilhelm Strombeck.
Friedrich Karl von Strombeck (1771–1848) wurde am 22. September 1812 von König Jérôme in den westfälischen Freiherrenstand erhoben. Durch Reskript vom 2. Januar 1844 erging für ihn und seinen Bruder Eggeling von Strombeck (* 1815), preußischer Rittmeister a. D., und die Kinder des weiteren Bruders Hermann von Strombeck (1806–1846), preußischer Regierungsrat in Magdeburg, die preußische Anerkennung des Freiherrenstandes. Weitere dahingehende preußische Anerkennungen sollen am 29. September 1858 und 7. Dezember 1862 erfolgt sein.

## Wappen
Blasonierung des redenden Stammwappens (identisch von 1800 und 1802): In Rot ein silberner Wellenbalken bzw. Querstrom. Auf dem gekröntem Helm mit rot-silbernen Decken zwei wie der Schild bezeichnete Hörner vor einem silber-roten Federbusch aus vier (auch mehr) Straußenfedern.

## Angehörige
- Friedrich Karl von Strombeck (1771–1848), deutscher Jurist
- Friedrich Heinrich von Strombeck (1773–1832), deutscher Jurist
- Hilmar von Strombeck (1806–1881), Kreisgerichtssekretär in Wolfenbüttel, Landesgeschichtsforscher[4]
- August von Strombeck (1808–1900), deutscher Geologe
- Josef von Strombeck (1830–1915), deutscher Jurist und Mitglied des Deutschen Reichstags
- Richard von Strombeck (1834–1896), preußischer Generalmajor[5]
- Petra von Strombeck (* 1969), deutsche Wirtschaftsökonomin